# Trachelopachys ammobates
Trachelopachys ammobates är en spindelart som beskrevs av Norman I. Platnick och Rocha 1995. Trachelopachys ammobates ingår i släktet Trachelopachys och familjen flinkspindlar. Inga underarter finns listade i Catalogue of Life.